# Neomerinthe rotunda
Neomerinthe rotunda is een  straalvinnige vissensoort uit de familie van schorpioenvissen (Scorpaenidae). De wetenschappelijke naam van de soort is voor het eerst geldig gepubliceerd in 1981 door Chen.
De soort staat op de Rode Lijst van de IUCN als niet bedreigd, beoordelingsjaar 2009.